# Stade de Marrakech
Stade de Marrakech (arabiska: ستاد مراكش), är en multi-funtionsarena i Marrakech, Marocko. Den utformades av Gregotti Associati International.
Arenan som slutfördes i januari 2011 används främst för fotbollsmatcher och har möjlighet att vara värd för OS-matcher. Den är hemmaplan för Kawkab Marrakechs fotbollslag. Arenan har en kapacitet på 45 240 åskådare. Den ersatte Stade El Harti som hemmaplan för Kawkab Marrakech och som stadens huvudarena.
Arenan var värd för världsmästerskapet i fotboll för klubblag 2013.